# Mercurius Valdivahanus

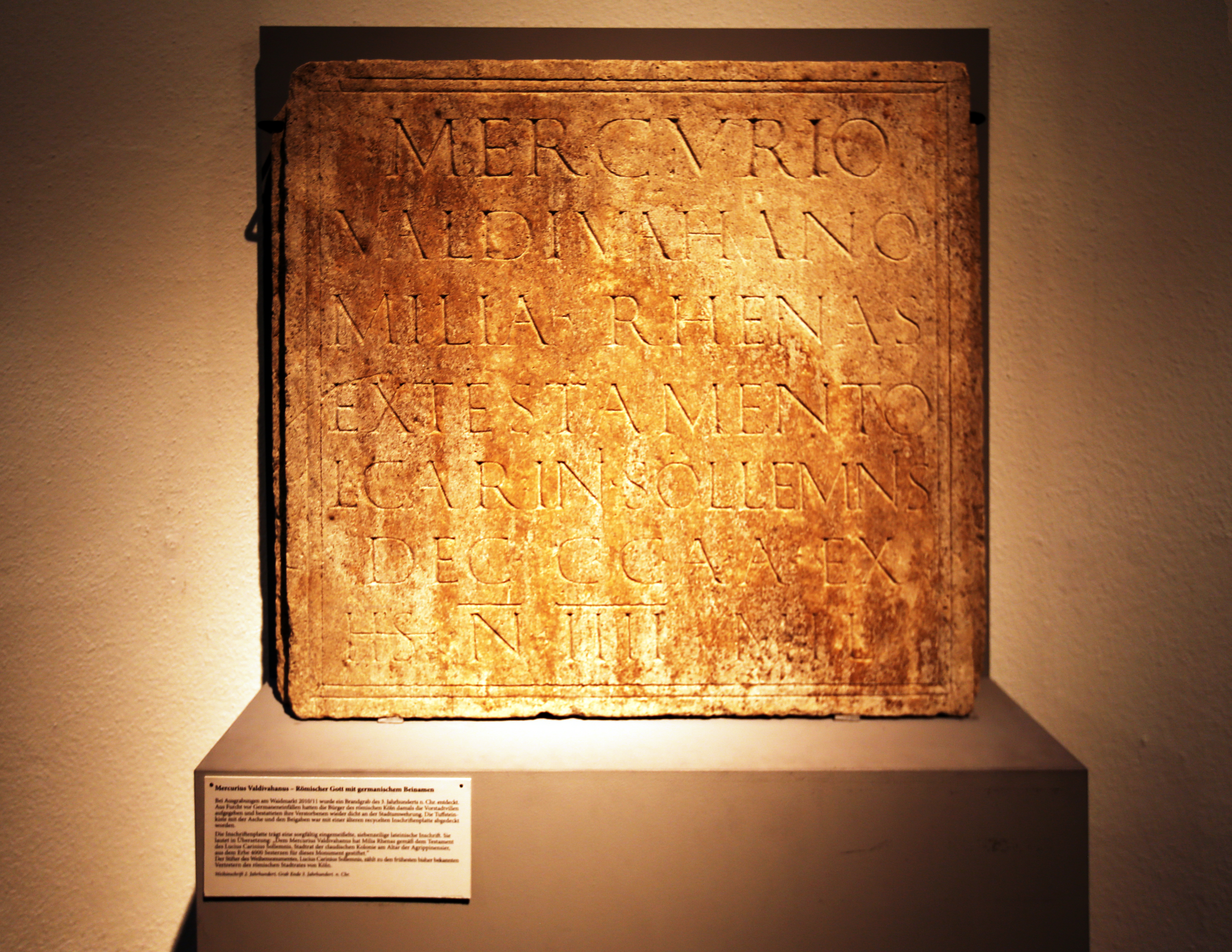
Votivinschrift für Mercurius Valdivahanus

Mercurius Valdivahanus ist der Name eines germanischen Gottes, der bisher einzig durch den Neufund einer Votivinschrift aus der ersten Hälfte des 2. Jahrhunderts aus Köln belegt ist.

## Auffindung und Beschreibung
Bei archäologischen Untersuchungen des Geländes des ehemaligen Kölner Polizeipräsidiums zwischen der Tel-Aviv-Straße, Blaubach und der Severinstraße am Waidmarkt wurden 2011 umfangreiche Funde von Siedlungs- und Wegebauten im Bereich des ehemaligen südlichen Suburbiums außerhalb des Südtores der Stadtmauer der CCAA gemacht. Im Verlauf des dritten Jahrhunderts wurde die Vorstadt als Siedlungsraum aufgrund der zunehmenden Germaneneinfälle aufgegeben, sodass ältere Schichten mit Schutt der Ruinen überlagert sind. Bei der Sondierung durch Probeschnitte wurde im nordöstlichen Teil des Gebiets im Verlauf der Tel-Aviv-Straße zum Blaubach ein Brandgrab aus der zweiten Hälfte des dritten Jahrhunderts gefunden. Die Aschenkiste aus Tuffstein in einer Schuttverfüllung war abgedeckt mit einer Kalksteinplatte (65 cm × 60 cm × 10 cm), auf deren unterer Seite die Inschrift zu Tage kam. Diese Platte ist offensichtlich älter als die Kiste und zeugt von dem Brauch, dass in Krisenzeiten in der Colonia die Wiederverwendung von Steinen im größeren Umfang systematisch betrieben wurde. Dieser Inschriftenstein war ursprünglich in ein anderes Monument eingelassen.

## Inschrift
Das nahezu quadratische Inschriftenfeld enthält in sehr klarer Form ohne Störungen in sieben Zeilen in üblicher Capitalis die Weihinschrift. Sofort auffällig ist nach Alfred Schäfer, dass die Buchstaben der ersten Zeile mit 5 cm Höhe etwas größer sind als die übrigen Buchstaben der anderen Zeilen mit 4 cm Höhe.

“Mercurio / Valdivahano / Milia Rhenas / ex testamento / L(ucii) Carin∧i Sollemnis / dec(urionis) c(oloniae) C(laudiae) A(rae) A(grippinensium) ex / (sestertium) n(ummum) quattuor mil(ibus).”

„Dem Mercurius Valdivahanus (hat) Milia Rhenas aufgrund des Testaments von Lucius Carinius Sollemnis, Stadtrat der claudischen Kolonie am Altar der Agrippinenser, mit viertausend Sesterzen (gestiftet).“

Inhaltlich ist der Inschrift zu entnehmen, dass Milia Rhenas als Nachlassverwalter, beziehungsweise Testamentsvollstrecker, für den Stadtrat Lucius Carinius und dessen erfülltem Gelübde dem Mercurius Valdivahanus einen Votivstein errichtete, für dessen Bezahlung der Verstorbene vorgesorgt hatte. Bei beiden ist aufgrund ihrer Namen davon auszugehen, dass sie aus der einheimischen nichtrömischen Bevölkerung stammen, nach Patrizia de Bernardo Stempel keltischer Herkunft waren und dass es sich bei Milia Rhenas entgegen der Ansicht von Hartmut Galsterer und Schäfer um den Namen eines Mannes handelt. Der Familienname Carinius ist im Katalog der Inschriften insbesondere aus keltischem Umfeld belegt, unter anderem bei einem Dedikanten der Göttin Nehalennia.

## Etymologie, Deutung
Der Beiname des Mercurius ist ein zweigliedriges hybrides Kompositum aus germanischen und keltoromanischen Elementen. Das erste Glied Valdi- stellt Jürgen Untermann zu germanisch *walþu für Wald mit dem Verweis auf die Untersuchungen von Piergiuseppe Scardigli zur Sprache im Umkreis der Matroneninschriften und diesbezüglich zu Patrizia de Bernardo Stempel stellt das Glied zu *walðan für Macht, Befugnis, den i-Stamm valdi bestimmt sie als Nomen agentis mit der Bedeutung von Leiter oder Lenker. Sie verweist des Weiteren auf die Bedeutung des Glieds als ein Element in zahlreichen Personennamen germanischer Anführer und Herrscher wie zum Beispiel bei dem Bataver Chariovald. Im germanischen Namensschatz findet sich das Glied -v(w)ald (wie exemplarisch im Beleg Chariovald) früh, jedoch in den Kompositionen als Hinterglied. Robert Nedoma belegt für die südgermanischen Personennamenschatz im runischen Inschriftenkatalog den Namen Husiwald aus dem ausgehenden 5. Jahrhundert. Für Vald- oder Wald- als vorstehendes, erstes Glied liefert Hermann Reichert den namentlichen Beleg des Valdar i. e. Walthari aus der ersten Hälfte, beziehungsweise Mitte des 5. Jahrhunderts. Patrizia De Bernardo Stempel vergleicht das zweite, hintere Glied -vahanus mit dem Beleg des Requalivahanus und deutet beide als eine sprachlich germanische Gottheit die auf keltischer Basis sprachlich germanisiert wurde in einem sekundär germanischen Sprachumfeld.